# Atletica leggera ai Giochi della XVIII Olimpiade - 200 metri piani maschili

Video della Finale
Video della Finale (immagini dall'alto)

La competizione dei 200 metri piani maschili di atletica leggera ai Giochi della XVIII Olimpiade si è disputata nei giorni 16 e 17 ottobre 1964 allo Stadio Nazionale di Tokyo.

## L'eccellenza mondiale
| Campione olimpico 1960   | 20"5      | Livio Berruti | Presente      |
| Campione europeo 1962    | 20"7      | Owe Jonsson   | Ritirato 1962 |
| Primatista mondiale      | 20"2 1964 | Henry Carr    | Presente      |
| Vincitore dei Trials USA | 20"4      | Paul Drayton  | Presente      |

## La gara
Nella prima semifinale Paul Drayton eguaglia il record olimpico: 20”5 (20”58), davanti ad un ottimo Sergio Ottolina. La seconda serie è appannaggio di Henry Carr (20”6 - 20”69), davanti a Livio Berruti (20”7).
Finale: il sorteggio assegna a Berruti la prima corsia e a Ottolina la seconda; dei due americani più forti, Drayton è in quinta corsia e può controllare Carr, che è in settima. Dopo cento metri Carr si presenta per primo sulla retta finale ed aumenta il suo vantaggio sul connazionale vincendo di due decimi. Stabilisce anche il nuovo record olimpico con 20"3 nonostante il vento contrario (-0,78 m/s).
Drayton resiste alla rimonta del trinidegno Roberts, mantenendo la piazza d'onore. Berruti disputa una corsa maiuscola e finisce a soli due decimi dal podio (20” 8). Ottolina è ottavo.

## Risultati

### Turni eliminatori
| 8 Batterie         | 16 ottobre | 57 partenti   | Si qualificano i primi 4. |
| 4 Quarti di finale | 16 ottobre | 8 + 8 + 8 + 8 | Si qualificano i primi 4. |
| 2 Semifinali       | 17 ottobre | 8 + 8         | Si qualificano i primi 4. |
| Finale             | 17 ottobre | 8 concorrenti |                           |

### Batterie
| Pos. | Atleta              | Nazione           | Tempo Ufficiale | Tempo Ufficioso |
| ---- | ------------------- | ----------------- | --------------- | --------------- |
| 1    | Paul Drayton        | Stati Uniti       | 20"7            | 20"70           |
| 2    | Andrzej Zieliński   | Polonia           | 21"2            | 21"24           |
| 3    | Clifton Bertrand    | Trinidad e Tobago | 21"3            | 21"39           |
| 4    | Johan Du Preez      | Rhodesia          | 21"4            | 21"45           |
| 5    | Jean-Louis Descloux | Svizzera          | 21"5            | 21"52           |
| 6    | Francisco Gutiérrez | Colombia          | 21"8            | 21"88           |
| 7    | Gerardo di Tolla    | Perù              | 22"1            | n/d             |
| 8    | Somsak Thongsuk     | Thailandia        | 22"6            | n/d             |

| Pos. | Atleta             | Nazione          | Tempo Ufficiale | Tempo Ufficioso |
| ---- | ------------------ | ---------------- | --------------- | --------------- |
| 1    | Roger Bambuck      | Francia          | 21"2            | 21"29           |
| 2    | Arquímedes Herrera | Venezuela        | 21"3            | 21"38           |
| 3    | Boris Zubov        | Unione Sovietica | 21"4            | 21"46           |
| 4    | Peter Radford      | Gran Bretagna    | 21"5            | 21"52           |
| 5    | Samuel Amukun      | Uganda           | 21"5            | 21"55           |
| 6    | Carlos Lorenzo     | Messico          | 21"6            | 21"60           |

| Pos. | Atleta             | Nazione       | Tempo Ufficiale | Tempo Ufficioso |
| ---- | ------------------ | ------------- | --------------- | --------------- |
| 1    | Menzies Campbell   | Gran Bretagna | 21"3            | 21"33           |
| 2    | Seraphino Antao    | Kenya         | 21"5            | 21"52           |
| 3    | Csaba Csutorás     | Ungheria      | 21"5            | 21"54           |
| 4    | Bouchaib El-Maachi | Marocco       | 21"5            | 21"58           |
| 5    | David Njitock      | Camerun       | 22"5            | n/d             |
| 6    | Wesley Johnson     | Liberia       | 24"7            | n/d             |

| Pos. | Atleta                | Nazione                 | Tempo Ufficiale | Tempo Ufficioso |
| ---- | --------------------- | ----------------------- | --------------- | --------------- |
| 1    | Marian Foik           | Polonia                 | 21"1            | 21"11           |
| 2    | Sergio Ottolina       | Italia                  | 21"2            | 21"27           |
| 3    | Ėdvin Ozolin          | Unione Sovietica        | 21"3            | 21"32           |
| 4    | Jeffery Smith         | Rhodesia Settentrionale | 21"7            | 21"77           |
| 5    | Jassim Karim Kuraishi | Iraq                    | 22"6            | n/d             |
| 6    | Lee Ar-Tu             | Taiwan                  | 23"0            | n/d             |

| Pos.   | Atleta                   | Nazione          | Tempo Ufficiale | Tempo Ufficioso |
| ------ | ------------------------ | ---------------- | --------------- | --------------- |
| 1      | Harry Jerome             | Canada           | 20"9            | 20"95           |
| 2      | Manikavasagam Jegathesan | Malaysia         | 20"9            | 20"99           |
| 3      | Paul Genevay             | Francia          | 21"0            | 21"08           |
| 4      | Frans Luitjes            | Paesi Bassi      | 21"1            | 21"13           |
| 5      | Heinz Erbstößer          | Germania         | 21"4            | 21,40           |
| 6      | Tegegne Bezabeh          | Etiopia          | 22"0            | 22,03           |
| 7      | Vahab Shahkhordeh        | Iran             | 22"3            | n/d             |
| Squal. | Borys Savchuk            | Unione Sovietica | [21"4]          | [21"45]         |

| Pos. | Atleta         | Nazione           | Tempo Ufficiale | Tempo Ufficioso |
| ---- | -------------- | ----------------- | --------------- | --------------- |
| 1    | Edwin Roberts  | Trinidad e Tobago | 20"8            | 20"89           |
| 2    | Bob Lay        | Australia         | 21"3            | 21"34           |
| 3    | Pedro Grajales | Colombia          | 21"4            | 21"48           |
| 4    | David Ejoke    | Nigeria           | 21"4            | 21"48           |
| 5    | George Collie  | Bahamas           | 21"9            | 21,91           |
| 6    | Aggrey Awori   | Uganda            | 21"9            | 21,94           |
| 7    | Ken Powell     | India             | 22"2            | n/d             |
| 8    | William Hill   | Hong Kong         | 22"5            | n/d             |

| Pos. | Atleta           | Nazione     | Tempo Ufficiale | Tempo Ufficioso |
| ---- | ---------------- | ----------- | --------------- | --------------- |
| 1    | Heinz Schumann   | Germania    | 21"0            | 21"09           |
| 2    | Henry Carr       | Stati Uniti | 21"1            | 21"12           |
| 3    | Jocelyn Delecour | Francia     | 21"3            | 21"38           |
| 4    | Iván Moreno      | Cile        | 21"5            | 21"55           |
| 5    | Alioune Sow      | Senegal     | 21"9            | 21,91           |
| 6    | Michael Okantey  | Ghana       | 21"9            | 21,97           |
| 7    | Rogelio Onofre   | Filippine   | 22"1            | 22,17           |

| Pos. | Atleta                     | Nazione       | Tempo Ufficiale | Tempo Ufficioso |
| ---- | -------------------------- | ------------- | --------------- | --------------- |
| 1    | Livio Berruti              | Italia        | 21"1            | 21"11           |
| 2    | Dick Stebbins              | Stati Uniti   | 21"1            | 21"17           |
| 3    | Fritz Roderfeld            | Germania      | 21"5            | 21"58           |
| 4    | Gary Holdsworth            | Australia     | 21"6            | 21"65           |
| 5    | José de Rocha              | Portogallo    | 21"7            | 21,79           |
| 6    | Valeriu Jurcă              | Romania       | 21"8            | 21,82           |
| 7    | Jeong Gi-Seon              | Corea del Sud | 22"3            | n/d             |
| 8    | Jean-Louis Ravelomanantsoa | Madagascar    | 22"4            | n/d             |

### Quarti di finale
| Pos. | Atleta                   | Nazione                 | Tempo Ufficiale | Tempo Ufficioso |
| ---- | ------------------------ | ----------------------- | --------------- | --------------- |
| 1    | Paul Drayton             | Stati Uniti             | 20"9            | 20"98           |
| 2    | Livio Berruti            | Italia                  | 21"2            | 21"24           |
| 3    | Manikavasagam Jegathesan | Malaysia                | 21"4            | 21"40           |
| 4    | Jocelyn Delecour         | Francia                 | 21"5            | 21"58           |
| 5    | Andrzej Zieliński        | Polonia                 | 21"5            | 21,59           |
| 6    | Boris Zubov              | Unione Sovietica        | 21"8            | 21,86           |
| 7    | Jeffery Smith            | Rhodesia Settentrionale | 22"0            | 22,05           |
| 8    | Seraphino Antao          | Kenya                   | 22"1            | 22,11           |

| Pos. | Atleta             | Nazione     | Tempo Ufficiale | Tempo Ufficioso |
| ---- | ------------------ | ----------- | --------------- | --------------- |
| 1    | Henry Carr         | Stati Uniti | 21"0            | 21"02           |
| 2    | Sergio Ottolina    | Italia      | 21"1            | 21"16           |
| 3    | Heinz Schumann     | Germania    | 21"2            | 21"25           |
| 4    | Arquímedes Herrera | Venezuela   | 21"2            | 21"29           |
| 5    | Bob Lay            | Australia   | 21"4            | 21,49           |
| 6    | Csaba Csutorás     | Ungheria    | 21"4            | 21,50           |
| 7    | Iván Moreno        | Cile        | 21"7            | 21,74           |
| 8    | Johan Du Preez     | Rhodesia    | 21"8            | 21,87           |

| Pos. | Atleta             | Nazione           | Tempo Ufficiale | Tempo Ufficioso |
| ---- | ------------------ | ----------------- | --------------- | --------------- |
| 1    | Harry Jerome       | Canada            | 21"2            | 21"23           |
| 2    | Dick Stebbins      | Stati Uniti       | 21"2            | 21"28           |
| 3    | Roger Bambuck      | Francia           | 21"4            | 21"47           |
| 4    | Bouchaib El-Maachi | Marocco           | 21"6            | 21"66           |
| 5    | Clifton Bertrand   | Trinidad e Tobago | 21"6            | 21,69           |
| 6    | Menzies Campbell   | Gran Bretagna     | 21"7            | 21,74           |
| 7    | Pedro Grajales     | Colombia          | 21"7            | 21,78           |
| 8    | Fritz Roderfeld    | Germania          | 22"2            | 22,29           |

| Pos. | Atleta          | Nazione           | Tempo Ufficiale | Tempo Ufficioso |
| ---- | --------------- | ----------------- | --------------- | --------------- |
| 1    | Edwin Roberts   | Trinidad e Tobago | 20"9            | 20"9            |
| 2    | Marian Foik     | Polonia           | 21"0            | 21"08           |
| 3    | Paul Genevay    | Francia           | 21"3            | 21"35           |
| 4    | Frans Luitjes   | Paesi Bassi       | 21"4            | 21"40           |
| 5    | Ėdvin Ozolin    | Unione Sovietica  | 21"4            | 21,47           |
| 6    | Peter Radford   | Gran Bretagna     | 21"5            | 21,53           |
| 7    | Gary Holdsworth | Australia         | 22"1            | 22,13           |
| -    | David Ejoke     | Nigeria           | NP              | NP              |

### Semifinali
| Pos. | Atleta             | Nazione     | Tempo Ufficiale | Tempo Ufficioso |
| ---- | ------------------ | ----------- | --------------- | --------------- |
| 1    | Paul Drayton       | Stati Uniti | 20"5            | 20"58           |
| 2    | Sergio Ottolina    | Italia      | 20"7            | 20"76           |
| 3    | Dick Stebbins      | Stati Uniti | 20"8            | 20"88           |
| 4    | Marian Foik        | Polonia     | 20"9            | 20"94           |
| 5    | Paul Genevay       | Francia     | 20"9            | 21,00           |
| 6    | Arquímedes Herrera | Venezuela   | 21"0            | 21,07           |
| 7    | Frans Luitjes      | Paesi Bassi | 21"1            | 21,16           |
| 8    | Bouchaib El-Maachi | Marocco     | 21"6            | 21,61           |

| Pos. | Atleta                   | Nazione           | Tempo Ufficiale | Tempo Ufficioso |
| ---- | ------------------------ | ----------------- | --------------- | --------------- |
| 1    | Henry Carr               | Stati Uniti       | 20"6            | 20"69           |
| 2    | Livio Berruti            | Italia            | 20"7            | 20"78           |
| 3    | Edwin Roberts            | Trinidad e Tobago | 20"8            | 20"86           |
| 4    | Harry Jerome             | Canada            | 21"0            | 21"01           |
| 5    | Roger Bambuck            | Francia           | 21"0            | 21,06           |
| 6    | Heinz Schumann           | Germania          | 21"1            | 21,18           |
| 7    | Jocelyn Delecour         | Francia           | 21"2            | 21,26           |
| 8    | Manikavasagam Jegathesan | Malaysia          | 21"2            | 21,26           |

### Finale
| Pos.    | Corsia | Atleta          | Età | Nazione           | Tempo Ufficiale | Tempo Ufficioso |
| ------- | ------ | --------------- | --- | ----------------- | --------------- | --------------- |
| Oro     | 7      | Henry Carr      | 21  | Stati Uniti       | 20"3            | 20"36           |
| Argento | 5      | Paul Drayton    | 25  | Stati Uniti       | 20"5            | 20"58           |
| Bronzo  | 8      | Edwin Roberts   | 23  | Trinidad e Tobago | 20"6            | 20"63           |
| 4       | 3      | Harry Jerome    | 24  | Canada            | 20"7            | 20"79           |
| 5       | 1      | Livio Berruti   | 25  | Italia            | 20"8            | 20"83           |
| 6       | 4      | Marian Foik     | 31  | Polonia           | 20"8            | 20"83           |
| 7       | 6      | Dick Stebbins   | 19  | Stati Uniti       | 20"8            | 20"89           |
| 8       | 2      | Sergio Ottolina | 21  | Italia            | 20"9            | 20"94           |